# Kebab
 Der er for få eller ingen kildehenvisninger i denne artikel, hvilket er et problem. Du kan hjælpe ved at angive troværdige kilder til de påstande, som fremføres i artiklen.

Kebab er et persisk ord, der betyder grillet kød. I starten brugte man kun lammekød til at lave kebab med, men i dag bruges der ofte lammekød og oksekød blandet sammen. I dag spises det mange steder som fastfood i hele verden, men denne anvendelse har sine problemer, da selve ideen med kebab i en traditionel sammenhæng kræver meget tid og indsats, og derfor nærmere er slow food. I Tyrkiet er det kunst at lave en god kebab, og i bl.a. Urfa kan man uddanne sig til "kebabsvend". Denne titel henviser til, at man ikke er egentlig kok, men udelukkende beskæftiger sig med kød, som tilberedes.

## Shish kebab
Shish kebab (tyrkisk: Şiş Kebap, Çöp Şiş) består af kødstykker, ofte lam eller okse, grillet på spyd med forskellige grøntsager imellem.

## Döner kebab
Frit oversat betyder döner kebab roterende grillet kød. "Yaprak Döner" ("yaprak" betyder blad) henviser til metoden, hvorpå rullen opbygges. En döner er opbygget med marinerede "blade" eller skiver af kød. Kødet er oftest af høj kvalitet.
Döner kebab, som den kendes i dag, har sin oprindelse i Bursa, Tyrkiet, fra ca. 1853. Ideen med döner består i, at saften og kraften fra det tilberedte kød ikke skal forsvinde ned i ilden, som det kan ske fx ved vandret tilberedning. Derfor bruges løsningen med et oprejst spyd, hvor bunden derfor oftest er saftigst.
Kødets oprindelse varierer alt efter geografien. Det kød, der indgår i en döner, vælges normalt ud fra områdets landbrugsmæssige struktur, så der anvendes lam i områder med meget fåreavl etc.